# Neostrotia nigripalpi
Neostrotia nigripalpi är en fjärilsart som beskrevs av William Schaus 1904. Neostrotia nigripalpi ingår i släktet Neostrotia och familjen nattflyn. Inga underarter finns listade i Catalogue of Life.